# Fiela se kind
Pour plus de détails, voir Fiche technique et Distribution.
Fiela se kind (le fils de Fiela en français) est un film sud-africain en langue afrikaans, réalisé par Katinka Heyns en 1987 et sorti le 12 février 1988. 
Le film est basé sur un roman du même nom écrit par Dalene Matthee et publié en 1985. 
En 2019, le roman a fait l'objet d'une nouvelle adaptation cinématographique réalisé par Brett Michael Innes avec Zenobia Kloppers et Luca Bornman.  

## Synopsis
Fiela's Child (le fils de Fiela) raconte l'histoire d'un garçon blanc élevé par une famille coloured dans la colonie du Cap en Afrique australe.
D'un côté de la montagne, dans le Langkloof, vit Fiela Komoetie et un enfant blond qu'elle a trouvé un jour devant l'entrée de sa maison, alors qu'il avait environ 3 ans. De l'autre côté de la montagne, dans la forêt, vivent le bûcheron Elias van Rooyen et sa femme Barta, dont le fils a disparu alors qu'il était âgé de 3 ans. L'un des enfants s'appelle Benjamin Komoetie, l'autre Lukas van Rooyen. Est-ce la même personne ? 
Cette question est ouverte neuf ans plus tard, en 1874, par deux recenseurs qui parcourent le Lange Kloof et trouvent l'enfant blanc aux yeux bleus parmi les gens de couleur. Un juge ordonne que le jeune adolescent soit remis aux van Rooyen et contraint de prendre leur nom. Ses conditions de vie avec les blancs vont se révéler plus difficiles et misérables que sa vie au sein de la famille coloured. Des années plus tard, devenu un jeune homme, il est amoureux de sa sœur apparente, Nina van Rooyen. Mais la question identitaire et de ses origines demeure. Est-il bien le fils des van Rooyen ? Il va finir par obtenir une  réponse.

## Genre
Le film est un mélodrame.

## Fiche technique
- Producteur : Dixi Collett,  Chris Barnard, Edgar Bold, Jon Sparkes
- Distributeur : Ster-Kinekor, Sonneblom Films
- Film en couleur
- Film essentiellement en langue afrikaans
- Réalisateur : Katinka Heyns
- Scénario : Chris Barnard d'après un roman de Dalene Matthee
- Musique : Colin Shapiro, Barry Becker
- Costume Design : Diana Cilliers
- Durée : 108 minutes
- Origine :  Afrique du Sud
- Lieux du tournage : Oudtshoorn, Knysna
- Sortie en Afrique du Sud : 12 février 1988

## Distribution
- Shaleen Surtie-Richards : Fiela
- Marchelle Verwey : Nina sr.
- André Rossouw : Elias
- Dawid Minnaar : Benjamin sr.
- Jan Ellis : Benjamin jr.
- Annie Malan : Nina jr.
- Andrè Jakobus Visstert : M. Goldsbury
- Goliath Davids : Selling Komoetie
- Jacques Loots : Lange
- Cobus Visser : Dikke
- Hermien Dommisse : Miss Weatherbury
- Gerrit Snyman : Constable
- Isabella Bosman : Malie
- Dalene Matthee : Sofie